# Sixto Cámara
Sixto Sáenz de la Cámara, més conegut com a Sixto Cámara (Milagro, Navarra, 1825 - Olivença, Badajoz, 1859) fou un periodista i socialista utòpic espanyol. Afiliat al partit republicà des de la seva joventut, va prendre part en la redacció de diferents periòdics i revistes de Madrid; exiliat a França, des de 1846 va defensar les idees de Charles Fourier, i en 1849 va crear a Madrid La Reforma Económica, periòdic destinat a propagar les doctrines del socialisme utòpic. Va fundar, amb Fernando Garrido, Ferreras i Aguilar, la societat «Los Hijos del Pueblo», que durant la Dècada Moderada tenia preparats plans per a la rebel·lió, sobretot a Saragossa, segons Iris M. Zavala.
En 1854 va figurar en l'oposició més avançada i va fundar La Soberanía Nacional (més tard anomenat La Sobirania), que defensava les idees del Partit Democràtic, i va estar pres. Va lluitar en 1856 i en ser sotmesa la Milícia Nacional de Madrid per les tropes del general Concha, Càmara va haver de fugir a Andalusia i posteriorment a Lisboa. A Portugal va romandre actiu i els demòcrates van constituir una Junta Nacional Revolucionària, que va dirigir Cámara des de Lisboa; a l'abril de 1857 va aparèixer a Saragossa un Manifest al poble espanyol signat per Cámara, qui més tard organitzaria la Legió Ibèrica (1859); aquest mateix any va tornar a Espanya i, estant a Olivenza, va ser delatat com a conspirador i es va veure obligat a tornar a Portugal, però la calor i la sed li van causar la mort abans d'arribar a la frontera. Va escriure diversos opuscles, entre ells La cuestión social, una refutació de l'obra d'Adolphe Thiers, Guia de la joventut, una publicació dedicada a la instrucció de la infància, Espíritu moderno, sobre la política del seu temps, i La Propiedad. Defensava l'Iberisme o unió d'Espanya i Portugal en una sola identitat política.